# Schlußdorf
Schlußdorf ist ein Ortsteil der Gemeinde Worpswede im niedersächsischen Landkreis Osterholz.

## Geografie und Verkehrsanbindung
Schlußdorf liegt nordöstlich des Kernortes Worpswede an der Kreisstraße K 31.
Westlich des Ortes verläuft die Landesstraße L 165 und fließt die Hamme, ein Quellfluss der Lesum. Durch Schlußdorf verläuft der 9. Längengrad.

### Naturschutzgebiete
Westlich des Ortes und westlich der Hamme liegen fünf Naturschutzgebiete:
- Torfkanal und Randmoore (196,6 ha)
- Moor bei Niedersandhausen (254 ha)
- Wiesen und Weiden nordöstlich des Breiten Wassers (153 ha)
- Pennigbütteler Moor (185 ha)
- Breites Wasser (203,0 ha)

## Missionsfest und Künstlerkolonie Worpswede
Der 1878 gegründete Missionsverein Schlußdorf, der 2019 zum 141. Mal sein Missionsfest beging, bot mit seinem Missionsfest 1884 Fritz Mackensen, der im benachbarten Worpswede weilte, das Motiv für sein Monumentalgemälde (knapp 3 × 5 m) Gottesdienst im Freien (zu sehen im Landesmuseum Hannover), das Schlußdorfer im Gebet vertieft zeigt, im Hintergrund ihre damals einfachen Häuser. Das in der Münchner Jahresausstellung von Künstlern aller Nationen im Glaspalast zu München 1895 gezeigte Gemälde wurde mit der Goldmedaille 1. Klasse prämiert und begründete die Bekanntheit der Künstlerkolonie Worpswede.

## Torfschiffswerft-Museum

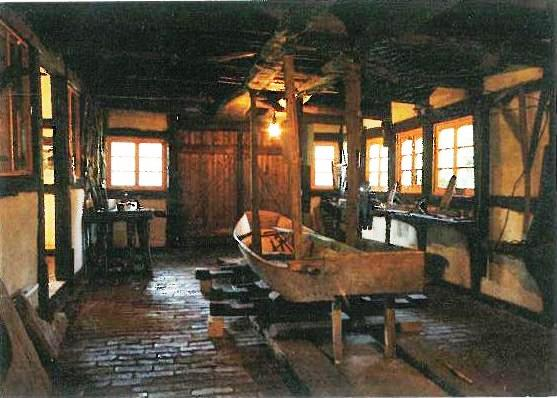
Halbfertiger Entenjäger (Bootstyp) in der Werfthalle, 1992

Seit 1977 besteht in der ehemaligen Grotheerschen Werft (1850 bis 1954 in Betrieb) für Torfkähne das Torfschiffswerft-Museum. Der Heimatverein Schlußdorf betreibt die Museumswerft und seine Mitglieder und Freiwillige richteten das Museum in viel Eigenarbeit ein und unterhalten es.
Die ehemalige Torfschiffswerft ist in Norddeutschland die einzige als Museum erhaltene ihrer Art. Das Museum zählt zu den Touristenattraktionen Worpswedes, unter denen es ein Kleinod darstellt. In Museum und Außenanlage feiern Schlußdorfer und auswärtige Besucher seit 1986 alljährlich im Juli das Dorffest Steinofenfest.

## Persönlichkeiten
- Heinrich Schriefer (1847–1912), plattdeutscher Autor